# Siromašni život Gospodina našega Isusa Krista
Siromašni život Gospodina našega Isusa Krista (njem. Das arme Leben unseres Herrn Jusu Christi) knjiga je, koju je objavio njemački teolog Carl E. Schmöger. Njemački književnik Clemens Brentano zapisivao je mistične vizije njemačke redovnice, blažene Ane Katarine Emerih, ali nije stigao objaviti ovu knjigu prije smrti, pa je to učinio Schmöger.
Blažena Ana Katarina Emerih (1774. – 1824.) bila je rimokatolkinja redovnica, koja je imala mistične vizije i ekstaze. Od 1818. godine sve do Katarinine smrti, književnik obraćenik na katoličku vjeru Clemens Brentano boravio je uz njezinu bolesničku postelju zapisujući brojna viđenja koja mu je Katarina priopćavala. Obilje materijala koje Brentano sam više nije stigao srediti, uredio je i objavio svećenik Carl E. Schmoger poslije Brentanove smrti. Tako su nastale knjige “Život Blažene Djevice Marije” i “Siromašni život Gospodina našega Isusa Krista”.
U ovoj knjizi, počevši od Marijina vjenčanja sa sv. Josipom opisuje se u Katarininim viđenjima cijeli Isusov život, od djetinjstva do uzašašća na nebo.
Knjiga je objavljena u više izdanja i prevedena na više jezika, uključujući i hrvatski jezik.